# Douroutli
Douroutli (en macédonien Дурутли) est un village du sud-est de la Macédoine du Nord, situé dans la municipalité de Doïran. Le village comptait 16 habitants en 2002.

## Démographie
Lors du recensement de 2002, le village comptait :
- Turcs : 16